# Trap Queen
Trap Queen è il primo singolo del rapper statunitense Fetty Wap, pubblicato nel 2014 ed estratto dall'album Fetty Wap.

## Tracce
- Download digitale

1. Trap Queen - 3:35

## Classifiche
| Classifica (2015) | Posizione massima |
| ----------------- | ----------------- |
| Australia         | 25                |
| Belgio (Fiandre)  | 4                 |
| Belgio (Vallonia) | 18                |
| Canada            | 11                |
| Danimarca         | 8                 |
| Francia           | 17                |
| Germania          | 77                |
| Irlanda           | 26                |
| Italia            | 86                |
| Norvegia          | 23                |
| Nuova Zelanda     | 13                |
| Paesi Bassi       | 36                |
| Regno Unito       | 8                 |
| Stati Uniti       | 2                 |
| Stati Uniti (R&B) | 2                 |
| Svezia            | 23                |
| Svizzera          | 55                |